# Волшебный бриллиант
«Волшебный бриллиант» (хинди नगीना) — индийская мелодрама с элементами мистики 1986 года.

## Сюжет
Несколько лет назад в доме богатого помещика произошла трагедия. Умер глава дома, а его сын с психическим заболеванием был отправлен на лечение за границу в Европу. Прошло пятнадцать лет. Раджу возвращается в своё родное поместье. Здесь его ожидает любящая мать, сосед-компаньон отца, мечтающий выдать за Раджу свою взрослую дочь, и море проблем. Раджу постоянно слышатся звуки браслетов неизвестной красавицы, обитающей в развалинах. И однажды, несмотря на уговоры матери, Раджу отправляется в развалины старого поместья, где неожиданно встречает красавицу Раджни. Эта встреча изменила всю его жизнь.

## В ролях
| Актёр           | Роль           |
| --------------- | -------------- |
| Риши Капур      | Радж           |
| Шридеви         | Раджни         |
| Сушма Сетх      | мама Раджа     |
| Komal Mahuvakar | Виджай         |
| Амриш Пури      | Bhairon Nath   |
| Бэби Гуду       | Радж в детстве |
| Прем Чопра      |                |

## Саундтрек
Все тексты написаны Анандом Бакши, вся музыка написана дуэтом композиторов Ласмикант-Пьярелал.
| №  | Название                                | Исполнители                     | Длительность |
| -- | --------------------------------------- | ------------------------------- | ------------ |
| 1. | «Tu Ne Bechain Itna Ziada Kiya»         | Мохаммед Азиз, Анурадха Паудвал | 5:36         |
| 2. | «Main Teri Dushman, Dushman Tu Mera»    | Лата Мангешкар                  | 7:03         |
| 3. | «Balma Tum Balma Ho Mere Khali Naam Ke» | Кавита Кришнамурти              | 6:16         |
| 4. | «Bhooli Bisri Ek Kahani»                | Анурадха Паудвал                | 6:57         |
| 5. | «Aaj Kal Yaad Kuch Aur Rehta Nahin»     | Мохаммед Азиз                   | 6:28         |